# Zanikowe zapalenie błony śluzowej żołądka
Zanikowe zapalenie błony śluzowej żołądka - przewlekłe zapalenie błony śluzowej żołądka prowadzące do zaniku komórek okładzinowych żołądka i w konsekwencji ograniczenia wydzielania kwasu solnego oraz czynnika wewnętrznego (IF), niedoboru witaminy B12 i niedokrwistości megaloblastycznej. Zanikowe zapalenie błony śluzowej żołądka może mieć podłoże autoimmunologiczne lub (najczęściej) związane być z zakażeniem Helicobacter pylori i w obydwu przypadkach zwiększa ryzyko rozwoju nowotworu żołądka.